# Erik Sorga
Erik Sorga, född 8 juli 1999 i Tallinn, är en estländsk fotbollsspelare som spelar för Ho Chi Minh City och Estlands landslag.

## Karriär
Sorga blev skytteligavinnare med 31 mål gjorda för Flora Tallinn i Meistriliiga 2019.

### IFK Göteborg
Den 8 januari 2022 värvades Sorga av IFK Göteborg, där han skrev på ett fyraårskontrakt. Han gjorde sin debut för klubben den 7 maj 2022 när han blev inbytt i den 87:e matchminuten i en 1–0-förlust mot AIK inför 27 175 åskådare på Friends Arena.